# Козловская улица (Волгоград)
Козло́вская у́лица — улица в Ворошиловском районе Волгограда.

## Краткое описание
Одна из старейших улиц города Волгограда. В советское время носила имя Маршала Ворошилова, но в 1990-е годы ей было возвращено дореволюционное название. Является наряду с Рабоче-Крестьянской ул., Второй Продольной магистралью и ул. им. Милиционера Буханцева дорогой, пронизывающей весь Ворошиловский район. Нумерация домов от ул. им. Калинина.
Примыкающие улицы (с севера на юг):
- улица Калинина
- улица Канунникова
- улица КИМ
- Профсоюзная улица
- Академическая улица
- улица Огарёва
- Баррикадная улица
- Иркутская улица
- улица Североморцев

## Здравоохранение
- Детская больница № 8
- Клиническая больница № 3 (Водников)
- Стоматологическая поликлиника № 9

## Промышленные предприятия
- Кондитерская фабрика ЗАОр «НП Конфил»
- Хлебозавод № 5
- Завод безалкогольных напитков
- Завод медицинского оборудования
- Швейная фабрика «Царица»
- Центральный склад ЗАОр «НП Конфил»
- Оптовые базы

## Образование
- Дом детского творчества и досуга
- Детская библиотека — филиал № 3

## Другие достопримечательности
- 111 Военная автомобильная инспекция (территориальная)
- «Волгоэнергосбыт»